# くらたまなぶ
くらた まなぶ（本名・倉田 学、1952年11月15日 - ）は、日本の実業家。広島県福山市出身。中央大学法学部卒業。リクルートの編集者として「とらばーゆ」、「フロム・エー」、「エイビーロード」、「じゃらん」、「ゼクシィ」、「じゅげむ」など14の情報誌を創刊した。

## 経歴
中学・高校時代はバスケットボールの選手。大学時代の4年間は、集英社でのアルバイトに熱を上げ大学にはほとんど行かなかった。その後「月刊プレイボーイ」創刊のスタッフに選ばれた。しかし集英社の採用試験には落ち、そのまま大学卒業後も集英社でアルバイトを続けた。しかし長くは居られず、1年間のプロダクション勤務を経て、1978年、25歳で日本リクルートセンター（現・リクルート）にアルバイトとして入社。翌1979年、リクルートに社員として中途入社。
面接の時「会社に入って何がしたいか」と聞かれ「新しいことがしたい」と答えると上司と2人の「新規プロジェクト」チームを組み、1980年「とらばーゆ」を創刊。同誌は誌名がこの年の流行語になるなど大きな反響を呼んだ。1982年には「ベルーフ」（のちテクノロジーBing）、「フロム・エー」の創刊で副編集長。1984年、「エイビーロード」、1986年、「ハウジング」を創刊し編集長を兼務。1990年、「じゃらん」創刊。1992年、MOOKプロジェクト兼務、1993年、新規事業開発室長に就任し、ここから「ゼクシィ」「ダヴィンチ」「生活情報360（のちホットペッパー）」、「50からの新道楽BOOK」、「あるじゃん」、「じゅげむ」、「赤ちゃんのためにすぐ使う本」と在籍20年間に、14もの情報誌創刊に携わり“創刊男”の異名を取った。
学生時代のアルバイトの頃から、ほとんど家に帰らず、働き詰めで会社に寝泊りし、風呂にも入らず大酒飲みのヘビースモーカーであった。このため45歳になった1998年に早期定年退職。「有限会社あそぶとまなぶ事務所」を設立し、現在「株式会社あそぶとまなぶ」に改称。経営コンサルタント、及び講演、執筆などで活動している。

## 著書
- カラダ発想術―五感をフルに使ってヒットのタネをつかめ（日本経済新聞社）
- MBAコースでは教えない「創刊男」の仕事術（日本経済新聞社）
- しごとの学校「第1回授業」（中経出版）
- 一流魂（KKベストセラーズ）